# La Alianza, Tumbalá
La Alianza är en ort i Mexiko.   Den ligger i kommunen Tumbalá och delstaten Chiapas, i den sydöstra delen av landet, 800 km öster om huvudstaden Mexico City. La Alianza ligger 1 460 meter över havet och antalet invånare är 167.
Terrängen runt La Alianza är kuperad åt sydväst, men åt nordost är den bergig. La Alianza ligger uppe på en höjd. Runt La Alianza är det ganska tätbefolkat, med 149 invånare per kvadratkilometer. Närmaste större samhälle är Yajalón, 12,2 km söder om La Alianza. I omgivningarna runt La Alianza växer i huvudsak städsegrön lövskog.